# NGC 2978
NGC 2978 este o emission-line galaxy⁠(d) situată în constelația Sextantul. A fost descoperită în 10 martie 1886 de către Lewis A. Swift.